# مرزن‌کلاته
مَرزَن‌کَلاته، روستایی است ازاطراف ، بخش بهاران شهرستان گرگان در استان گلستان ایران. واقع شده است.

## جمعیت
این روستا در دهستان استرآباد شمالی قرار داشته و براساس سرشماری سال ۱۳۸۵ جمعیت آن ۱٬۷۹۶ نفر (۴۸۷خانوار) بوده‌است.